# Rangers FC (Isole Salomone)
Il Rangers FC (nome completo Rangers Football Club) è una società calcistica con sede ad Honiara, nelle Isole Salomone. Partecipa all'Honiara FA League, vinta per 8 volte, e al National Club Championship.

## Palmarès
- Honiara FA League: 8 (record)

1985, 1988, 1991, 1995, 1996, 1997, 1998, 1999

## Bilancio in OFC Champions League
- 1987: Finale del torneo di qualificazione

| Controllo di autorità | VIAF (EN) 128323322 |